# Fredrik Gjesbakk
Fredrik Gjesbakk, né le 15 septembre 1992 à Mo i Rana, est un biathlète norvégien. 

## Biographie
Fredrik Gjesbakk entre dans l'équipe nationale en 2013. Il obtient sa première victoire dans une course internationale en 2016 à Val Ridanna en IBU Cup.
Il s'illustre pour la première fois au niveau mondial en mars 2017 à Oslo, où il marque ses premiers points en Coupe du monde avec une 25e place en sprint, suivie par un meilleur résultat en poursuite et même une participation à la mass-start. En décembre 2017, il termine septième du sprint du Grand-Bornand, son meilleur résultat en carrière.
En 2017-2018, il se classe notamment deuxième dans l'IBU Cup. Dans cette compétition, où il court essentiellement, il doit attendre 2019 pour gagner de nouveau, à Sjusjøen.

## Palmarès

### Coupe du monde
- Meilleur classement général : 62e en 2017.
- Meilleur résultat individuel : 7e.

#### Classements annuels en Coupe du monde
| Année     | Classement général final |
| 2016-2017 | 62e                      |
| 2017-2018 | 64e                      |

### Championnats d'Europe
- Duszniki-Zdrój 2017 : médaille d'argent en relais mixte.
- Val Ridanna 2018 : médaille de bronze en relais mixte.

### IBU Cup
- 2e du classement général en 2018.
- 12 podiums individuels, dont 2 victoires.